# Armisticio de Cherasco
El armisticio de Cherasco del 28 de abril de 1796 y el tratado de París del 15 de mayo del mismo año fueron dos acuerdos firmados por Francia y el Reino de Cerdeña en el contexto de las guerras napoleónicas. Forzado por la superioridad militar del ejército de Napoleón Bonaparte, Víctor Amadeo III de Cerdeña firmaba su rendición.

## Contexto

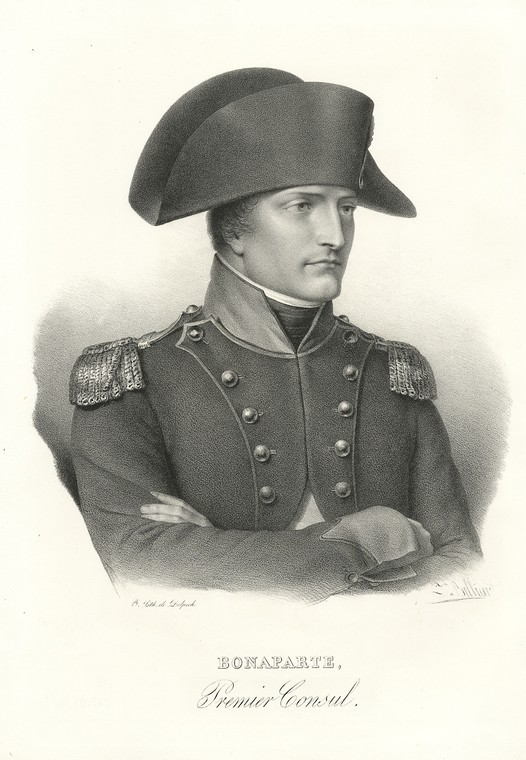
Napoleón.

En 1793 Francia se encontraba en guerra contra la Primera Coalición, alianza del Sacro Imperio Romano Germánico, Prusia, Gran Bretaña, España, las Provincias Unidas de los Países Bajos, Cerdeña y Nápoles.
En 1795 las Provincias Unidas serían ocupadas por el ejército francés y convertidas en estado satélite de Francia con el nombre de República Bátava. Ese mismo año España y Prusia se retirarían de la coalición mediante la firma de la Paz de Basilea. Al año siguiente España se convertiría en aliada de Francia mediante el tratado de San Ildefonso.
En marzo de 1796, por orden del Directorio francés las tropas bajo el mando del joven general Napoleón Bonaparte salieron de París y penetrando en territorio del reino de Cerdeña derrotaron a los ejércitos coaligados austríacos y sardos en las batallas de Millesimo, Montenotte, Dego y Mondovi. Ante la superioridad militar de las tropas francesas, el rey Víctor Amadeo III decidió pactar las condiciones de su rendición.

## Acuerdos

### Armisticio de Cherasco
Desde su residencia en Turín Víctor Amadeo III envió a Salier de La Tour y Costa de Beauregard a la ciudad de Cherasco a negociar la firma de un acuerdo de paz con Napoleón. Las principales condiciones del acuerdo incluían:

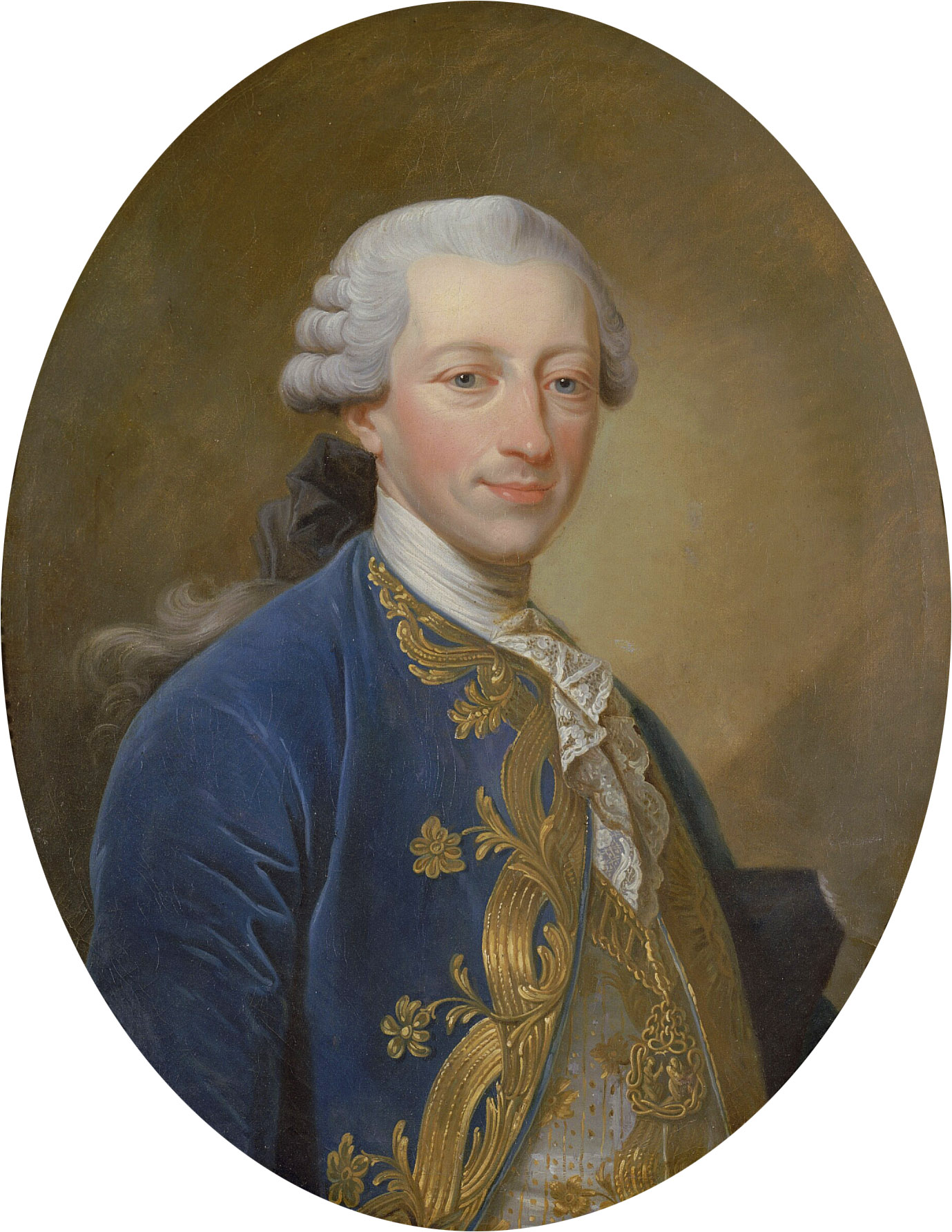
Víctor Amadeo III.

- Abandono por parte de Cerdeña de la Primera Coalición.
- Rendición de Cuneo, Tortona y Valenza a los franceses.
- Negar asilo a los exiliados franceses.
- Dispersión del ejército y las milicias sardas.

### Tratado de París
Como continuación del armisticio de Cherasco, el 15 de mayo siguiente se firmó en París el acuerdo de paz definitivo, según el cual Cerdeña cedió a Francia el condado de Niza, el ducado de Saboya, Tende y Beuil, a la vez que garantizaba el paso libre por su territorio a las tropas francesas.

## Consecuencias
La rendición del ejército sardo según el armisticio de Cherasco dejaría el camino abierto a las tropas de Napoleón para la conquista de los restantes estados de la península italiana. En un rápido avance militar, en junio de ese mismo año Napoleón consiguió la rendición del Reino de Nápoles y la república de Génova, la ocupación del ducado de Módena y la de los Estados Pontificios. 
Los territorios de Niza por el Tratado de París (1814) y Saboya por el Tratado de París (1815) volverían a formar parte del reino de Cerdeña.